# Blood Red – Stirb für dein Land
Blood Red – Stirb für dein Land (Originaltitel: Blood Red) ist ein US-amerikanischer Spielfilm aus dem Jahr 1989.

## Handlung
Die sizilianische Familie der Callogeros emigriert nach Kalifornien und betreibt dort in Nachbarschaft etlicher anderer Familien eine Weinplantage. Der Eisenbahnunternehmer William Bradford Berrigan plant eine Bahnstrecke, die durch die Weinberge führen soll. Die Landwirte weigern sich, ihre Grundstücke zu verkaufen. Der Widerstand wird nicht nur verbal schärfer. Der begabte Marco Callogero, der Angelica aus der rivalisierenden Weinhändlerfamilie Segestra liebt, kümmert sich kaum um die Probleme, bis Berrigan zu Gewalt greift und seinen Vater vor den Augen der Mutter töten lässt. Nun organisiert Marco den Widerstand gegen Berrigan und sein Bahnimperium; mit Hilfe seiner Freunde sprengt er einen Bahntunnel in die Luft. Nachdem zunächst die Gewalt eskaliert, gibt Berrigan schließlich nach.

## Kritik
Das Lexikon des internationalen Films schrieb, der Film entwickle sich von einem anfänglich „melodramatische[m] Zeitgemälde […] zu einem mitunter harten und (mit Ausnahme der Hauptrolle) gut gespielten Western.“ Es handle sich um „ein atmosphärisch stimmiges Historienbild.“

## Trivia
- Julia Roberts spielte in dem Film als Maria Collogero eine ihrer ersten Rollen. Die Besetzung erfolgte auf Fürsprache ihres Bruders Eric Roberts, der damals als vielversprechender Jung- und angehender Filmstar galt.
- Der Regisseur Peter Masterson ist der Vater der Schauspielerin Mary Stuart Masterson. Seine andere Tochter, Alexandra Masterson, spielte im Film eine der Schwestern von Marco Collogero.